# Rokiškio sūris
Rokiškio sūris ist die größte Molkerei-Unternehmensgruppe im Baltikum. 2014 wurde ein Umsatz von rund 250 Millionen Euro erwirtschaftet. 2017 gab es 1548 Mitarbeiter.

## Struktur
Rokiškio sūris ist ein Konzern. Das Mutterunternehmen wird von der Investmentgesellschaft „Pieno pramonės investicijų valdymas“ und von Antanas Trumpa verwaltet, die je 47,87 % der Aktien halten.
- Utenos pienas
- Ukmergės pieninė.

## Management
Vorstandsvorsitzender von Rokiškio sūris ist Dalius Trumpa, Präsident ist Antanas Trumpa.
Seit dem Börsengang sind die Aktien von Rokiškio sūris an der Wertpapierbörse Vilnius gelistet.